# Top 40 Hits
Top 40 Hits è il secondo album in studio del gruppo grindcore statunitense Anal Cunt, pubblicato nel 1995.

## Tracce
1. Some Hits (Anal Cunt) – 1:18
2. Some More Hits (Anal Cunt) – 0:45
3. Pepe, the Gay Waiter (Seth Putnam) – 0:38
4. Even More Hits (Anal Cunt) – 0:49
5. M.J.C. (Anal Cunt) – 1:27
6. Flower Shop Guy (Putnam) – 0:51
7. Living Colour Is My Favorite Black Metal Band (Anal Cunt) – 0:49
8. Lenny's in My Neighborhood (Anal Cunt) – 0:40
9. Stayin' Alive (Oi! Version) (The Bee Gees, arr. degli Anal Cunt) – 1:23
10. Benchpressing: The Effects on Kevin Sharp's Vocals (Anal Cunt) – 0:38
11. Josue (Anal Cunt) – 0:11
12. Delicious Face Style (Putnam) – 2:01
13. #19 to Go (Putnam) – 0:16
14. 'Stealing Seth's Ideas': The New Book by Jon Chang (Anal Cunt) – 1:06
15. Morbid Dead Guy (Putnam) – 1:00
16. Believe in the King (Anal Cunt) – 0:57
17. Don't Call Japanese Hardcore Jap Core (Putnam) – 0:35
18. Shut Up Mike (Part 2) (Bratface, Anal Cunt) – 0:33
19. Hey, Aren't You Gary Spivey? (Anal Cunt) – 0:43
20. Breastfeeding Jm J. Bullock's Toenail Collection (Putnam) – 4:49
21. Fore Play with a Tree Shredder (Putnam) – 0:50
22. 2 Down, 5 to Go (Anal Cunt) – 0:31
23. I Liked Earache Better When Dig Answered the Phone (Anal Cunt) – 0:29
24. Brain Dead (Kozik, Putnam) – 1:34
25. Newest H.C. Song #3 (Habelt, Patties, Putnam) – 0:25
26. The Sultry Ways of Steve Berger (Anal Cunt) – 0:52
27. Escape (The Pina Colada Song) (Rupert Holmes, arr. degli Anal Cunt) – 1:00
28. Lives Ruined by Music – 2:12 – Putnam
29. Still a Freshman After All These Years – 0:47 – Anal Cunt
30. I'm Still Standing (Elton John & Bernie Taupin, arr. degli Anal Cunt) – 0:10
31. Art Fag (Kraynak, Putnam) – 0:48
32. John (Anal Cunt) – 0:37
33. Newest H.C. Song #4 (Putnam) – 0:15
34. Song #9 (Putnam) – 1:33
35. Cleft Palate (Anal Cunt) – 0:18
36. Theme from The A-Team ("Some Guy") – 0:46
37. Old Lady Across the Hall with No Life (Anal Cunt) – 1:06
38. Shut Up, Paul (Anal Cunt) – 0:23
39. Lazy Eye (Once a Hank, Always a Hank) (Anal Cunt) – 1:03
40. American Woman (Randy Bachman, Burton Cummings, Jim Kale, Garry Peterson) – 2:05

## Formazione
- Seth Putnam – voce
- Paul Kraynak – chitarra
- John Kozik – chitarra
- Tim Morse – batteria